# ウィグナー・メダル
ウィグナー・メダル（Wigner Medal）は、物理学の国際賞。ユージン・ウィグナーにちなんで創設され、International Colloquium on Group Theoretical Methods in Physics（en）において、群論の分野で顕著な功績をあげた研究者に対して、2018年まで隔年で授与されていた。
2022年からはヘルマン・ワイルの顕彰を加えて、ワイル・ウィグナー賞（Weyl-Wigner Award）に継承された。また2020年からは新たにウィグナー・メダルが創設され、理論物理学の分野における顕著な功績に対して授与される。

## 受賞者

### ワイル・ウィグナー賞
- 2022年: Nikolai Yuryevich Reshetikhin
- 2024年: Michèle Vergne、Igor Frenkel

### ウィグナー・メダル（第2期）
- 2020年: Yvette Kosmann-Schwarzbach
- 2022年: Iwo Białynicki-Birula and Daniel Greenberger

### ウィグナー・メダル（第1期）
- 1978年: Valentine Bargmann, ユージン・ウィグナー
- 1980年: イズライル・ゲルファント
- 1982年: Louis Michel
- 1984年: ユヴァル・ネーマン
- 1986年: フェザ・ギュルセイ
- 1988年: イサドール・シンガー
- 1990年: Francesco Iachello
- 1992年: ユリウス・ヴェス, ブルーノ・ズミノ
- 1994年: 受賞者なし
- 1996年: ヴィクトル・カッツ, Robert Moody
- 1998年: Marcos Moshinsky
- 2000年: Lochlainn O’Raifeartaigh
- 2002年: Harry Lipkin
- 2004年: Erdal İnönü
- 2006年: 大久保進
- 2008年: 受賞者なし
- 2010年: 神保道夫
- 2012年: Alden Mead
- 2014年: Joshua Zak
- 2016年: Bertram Kostant
- 2018年: Pavel Winternitz